# ライアン・セセニョン
ライアン・セセニョン（Ryan Sessegnon, 2000年5月18日 - ）は、イングランド・ロンドンワンズワース区出身のプロサッカー選手。フラムFC所属。ポジションはMF。
サッカーベナン代表のステファン・セセニョンは従兄弟。双子の兄弟のスティーヴン・セセニョンもサッカー選手。

## 経歴

### クラブ
フラムFCの下部組織出身。2016年8月10日、EFLカップ・レイトン・オリエント戦でトップチームデビュー。この時僅か16歳と81日であった。一週間後のチャンピオンシップ・リーズ・ユナイテッド戦でリーグ戦デビュー。さらに4日後に行われたカーディフ・シティ戦で初ゴールを挙げた。これは2000年代に生まれたイングランド人選手が初めて記録したゴールであると同時に、チャンピオンシップ史上最年少ゴールである。最終的に全公式戦合計で30試合に出場し、7ゴールを挙げた。チームは昇格プレーオフ準々決勝のレディング戦に敗れプレミア昇格は果たせなかったが、セセニョンは史上最年少でチャンピオンシップの年間ベストイレブンに選出された。

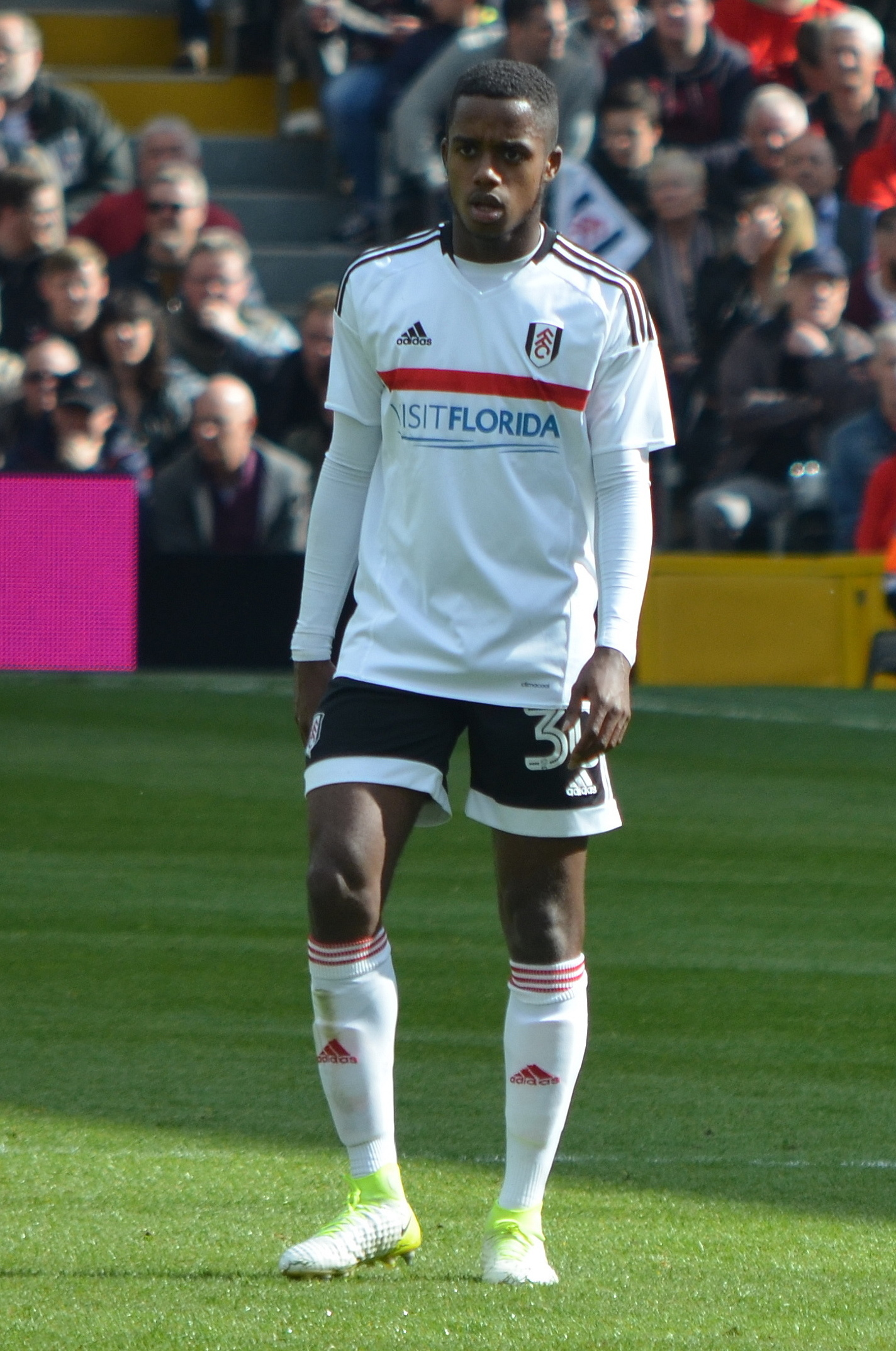
フラムでのセセニョン（2017年）

2017-18シーズンはDFながら15得点を挙げフラムのプレミア復帰に貢献。この活躍からリヴァプールやマンチェスター・ユナイテッドなどのビッグクラブからオファーが寄せられたが、ユースから所属しているフラムでプレミアを戦いたいという意思が強く、会長も売却を固辞していたことから残留した。
2019年8月8日、トッテナム・ホットスパーFCと2025年までの契約を締結した。
2020年10月5日、TSG1899ホッフェンハイムへのローン移籍が発表された。
2024年6月5日、トッテナム・ホットスパーFCを退団することが発表された。
2024年7月26日、フラムFCに加入した。

### 代表
年代別のイングランド代表に選出されている。

## 個人成績
| クラブ                   | シーズン | リーグ             | リーグ戦 | リーグ戦 | カップ戦 | カップ戦 | リーグ杯 | リーグ杯 | 国際大会 | 国際大会 | その他 | その他 | 合計 | 合計 |
| クラブ                   | シーズン | リーグ             | 出場     | 得点     | 出場     | 得点     | 出場     | 得点     | 出場     | 得点     | 出場   | 得点   | 出場 | 得点 |
| ------------------------ | -------- | ------------------ | -------- | -------- | -------- | -------- | -------- | -------- | -------- | -------- | ------ | ------ | ---- | ---- |
| フラム                   | 2016-17  | チャンピオンシップ | 25       | 5        | 3        | 2        | 1        | 0        | -        | -        | 1      | 0      | 30   | 7    |
| フラム                   | 2017-18  | チャンピオンシップ | 46       | 15       | 1        | 0        | 2        | 0        | -        | -        | 3      | 1      | 52   | 16   |
| フラム                   | 2018-19  | プレミアリーグ     | 35       | 2        | 1        | 0        | 2        | 0        | -        | -        | -      | -      | 38   | 2    |
| フラム                   | 通算     | 通算               | 106      | 22       | 5        | 2        | 5        | 0        | -        | -        | 4      | 1      | 120  | 25   |
| トッテナム・ホットスパー | 2019-20  | プレミアリーグ     | 6        | 0        | 3        | 0        | 0        | 0        | 3        | 1        | -      | -      | 12   | 1    |
| トッテナム・ホットスパー | 通算     | 通算               | 6        | 0        | 3        | 0        | 0        | 0        | 3        | 1        | -      | -      | 12   | 1    |
| ホッフェンハイム         | 2020-21  | ブンデスリーガ     | 23       | 2        | 1        | 0        | -        | -        | 5        | 0        | -      | -      | 29   | 2    |
| ホッフェンハイム         | 通算     | 通算               | 23       | 2        | 1        | 0        | -        | -        | 5        | 0        | -      | -      | 29   | 2    |
| トッテナム・ホットスパー | 2021-22  | プレミアリーグ     | 15       | 0        | 2        | 0        | 1        | 0        | 3        | 0        | -      | -      | 21   | 0    |
| トッテナム・ホットスパー | 2022-23  | プレミアリーグ     | 12       | 2        | 0        | 0        | 1        | 0        | 3        | 0        | -      | -      | 16   | 2    |
| トッテナム・ホットスパー | 2023-24  | プレミアリーグ     | 0        | 0        | 1        | 0        | 0        | 0        | 0        | 0        |        |        |      |      |
| トッテナム・ホットスパー | 通算     | 通算               | 27       | 2        | 3        | 0        | 2        | 0        | 6        | 0        | -      | -      | 37   | 2    |
| 総通算                   | 総通算   | 総通算             | 162      | 26       | 12       | 2        | 7        | 0        | 14       | 1        | 4      | 1      | 198  | 30   |

## 代表歴
- U-17イングランド代表
  - UEFA U-17欧州選手権（2016年）
- U-19イングランド代表
  - UEFA U-19欧州選手権（2017年）

## タイトル

### 代表
U-19イングランド
- UEFA U-19欧州選手権：2017

### 個人
- PFAチャンピオンシップ年間ベストイレブン：2017, 2018
- UEFA U-19欧州選手権得点王：2017（3ゴール）